# Brend
Robna marka ili anglicizam brend (eng. brand, iz starofrizijskog “označiti vrućim željezom” ili žigosanje životinja) je prepoznatljiva oznaka ili ime nekog proizvoda, koje često podrazumijeva i kvalitetu. 
Marka mora stvarati snažni i trajni identitet proizvoda/usluge, sažimati osobnost poduzeća i poticati osjećaje povjerenja, korisnosti, dobrobiti i sigurnosti. Osnovna prednost marke proizlazi upravo iz njezine nazočnosti u podsvijesti potrošača/korisnika, odnosno mogućnosti za njezino prisjećanje i prepoznavanje, tzv. "svjesnost o marki" (eng. "brand awareness").

## Povijest robne marke
Robne marke ili barem trgovački žigovi stari su tisuće godina. Na kineskom porculanu i keramici iz Grčke i Rima već su više od tisuću godina prije naše ere utisnuti žigovi, simboli ljudi koji su ih napravili ili obrtničkih radionica, koji su izvještavali o porijeklu, kvaliteti i provjerenoj vrijednosti proizvoda.
Vlasnici životinjskih stada imali su svaki svoj simbol, što su ga užarenog utisnuli na životinje kako bi označili svoje vlasništvo. U to je vrijeme robna marka imala zadaću izvještavanja o vlasništvu, kao i o autorstvu ili izvoru proizvoda i usluga.
Tek u dvadesetom stoljeću marka i upravljanje markom postaju iznimno važno područje poslovnih tj. marketinških odluka i aktivnosti. Naime, upravo je značajka suvremenog marketinga diferenciranje putem marke. Značenje politike proizvoda dobiva sve veći značaj jer se sva tržišna obilježja proizvoda koriste kako bi se učinio odmak od generičkih proizvoda prema proizvodima s markom.
Mnogi su teoretičari glavnom svrhom robne marke smatrali prepoznavanje proizvoda.
Kotler u svojoj knjizi Marketing management robnu marku namjenjuje prepoznavanju proizvoda jednog ili skupine proizvođača te razlikovanju od proizvoda konkurenata. Veliki preokret u razumijevanju robne marke napravio je Jean Noel Kapferer u svojoj knjizi Brand management kada je zapisao da robna marka nije proizvod, nego suština proizvoda te time postaje metafizička kategorija.

## Elementi marke
Elementima marke, koji se ponekad nazivaju i identitetima (ili čak osobnostima) marke, smatraju se elementi koje je moguće pravno registrirati i zaštititi, a uključuju:
1. Ime marke – Brand name – Dio marke koji se može izgovoriti, a sadrži riječi, slova i brojeve.
2. Znak marke – Brand mark – Vizualni identitet marke. Neizreciv, ali uočljiv dio marke. Primjerice simbol, dizajn, kombinacija boja i sl.
3. Zaštitni znak – Trade mark – Zakonita oznaka koja upućuje da vlasnik ima isključivo pravo uporabe marke ili njezina dijela. Oznake ® © &#153;

Izborom elemenata marke, poduzeće neposredno utječe na izgradnju njezine vrijednosti.

## Vrijednost marke
Marke imaju svoju vrijednost na tržištu, no malo koja kompanija zna kolika je vrijednost njezinih marki jer je teško izračunati točnu vrijednost nečega što ovisi, primjerice, o svijesti potrošača i njihovom prepoznavanju marki na tržištu.
Tržišna vrijednost marke odražava marketinške napore uložene u upravljanje markom. Vrijednost poznatih marki, izražena u financijskim pokazateljima može biti u stotinama milijuna američkih dolara.
Poznatija metoda utvrđivanja tržišne vrijednosti marki je mjera zamjenjivosti koju su razvili Longman i Moran. Prema tom modelu, ključni pokazatelj tržišne vrijednosti marke jest stopa ponovljene kupnje, uz dakako tržišni udjel. Ta stopa pokazuje koliko će potrošača koji su određenu marku kupili posljednji put to učiniti i sljedeći put. Znači, tržišna vrijednost marki veća je ako je veća stopa ponavljanja.
Osim ponovljene kupnje, kvantitativni aspekt vrijednosti marke može se promatrati putem: udjela na tržištu, prihoda i profita, stope povrata na uložena sredstva i razlike u cijeni u odnosu na glavne konkurente.
Kvalitativnu vrijednost marke predstavlja: percepcija kvalitete, zadovoljstvo ili nezadovoljstvo potrošača/ korisnika, njihova lojalnost, konkurentska prednost proizvoda ili usluge.
Prema Davidu A. Aakeru, elemente marke moguće je grupirati u 5 kategorija koje predstavljaju temeljne vrijednosti marke:
- lojalnost marki
- svjesnost o imenu
- percipirana kvaliteta
- asocijacije vezane uz marku u odnosu na percipiranu kvalitetu
- ostale zaštićene vrijednosti (elementi) marke

Vrijednost marke se smanjuje, ako je krivo izabrana ili se njome ne upravlja na pravi način, a time se smanjuje vrijednost koju proizvod ili usluga imaju za potrošača/ korisnika.

## Privatne marke
Privatne marke - private label - mogu se podijeliti na:
1. Ekonomske privatne marke kojima je obilježje niska cijena, ali i niža kvaliteta. One obično trgovcima služe da bi uspostavili kontrolu nad proizvođačima.
2. Premijske privatne marke trgovci koriste u drugoj fazi uvođenja privatne marke. Njihova je kvaliteta ista kao kod proizvoda sličnih robnih grupa, ali im je cijena niža.

Danas gotovo sve veće hrvatske trgovačke kuće imaju svoje privatne marke, a cijene takvih proizvoda su i 40 posto niže od onih koje proizvođači prodaju pod svojim markama. Uvođenje vlastite robne marke nije nimalo lako jer, nakon što se odredi proizvod koji se želi prodavati pod vlastitim imenom, treba pronaći proizvođača.

## Globalne marke
Poduzeća koja internacionaliziraju poslovanje suočavaju se s problemom izbora marke za strana tržišta. Standardizacija – jedno ime, znak, slogan marke – zajedničko za sva tržišta, ili adaptacija – prilagođavanje specifičnostima svake zemlje.
Prednosti globalne marke:
- Globalne marke omogućavaju primjenu ekonomija razmjena u područjima: razvoja marke, promocije marke, te pakiranja i opremanja opipljivih proizvoda, čime se ostvaruju značajne uštede koje omogućavaju bolju konkurentsku poziciju na tržištu.
- Globalne marke imaju prednost u razvoju svjesnosti o marki. Potrošači/korisnici su izloženi marki čak i kada putuju po inozemstvu.
- Pojam globalna marka ima nekoliko korisnih asocijacija – implicira na sposobnost konkurentske prednosti, snage, pouzdanosti proizvoda/usluge te smanjenog rizika.
- Veliki broj globalnih marki neposredno asocira na zemlju proizvođača, gradeći time imidž zemlje porijekla proizvoda.

Nedostaci globalne marke:
- Imena, znakovi, simboli i asocijacije ne prilagođavaju se kulturnim obilježjima i vrijednostima lokalnih tržišta
- Animozitet lokalnih potrošača prema stranim proizvodima i proizvođačima

## Vanjske poveznice
- Lista brendova magazina Forbes  Arhivirana inačica izvorne stranice od 25. listopada 2005. (Wayback Machine)